# Ahukini Terminal and Railway
| \| \| \| Anahola Landing HI \| \| \| \| \| Kealia HI \| \| \| \| \| Kapaa HI \| \| \| \| \| Hanamaulu HI \| \| \| \| \| \| \| \| \| \| Ahukini Landing HI \| \| \| \| \| Nawiliwili HI \| \| \| \| \| \| \| \| \| \| Lihue HI \| \| |  |                    |                    |
| Betriebs-/Güterbahnhof Streckenanfang (Strecke außer Betrieb) |  | Anahola Landing HI | Anahola Landing HI |
| Dienststation / Betriebs- oder Güterbahnhof (Strecke außer Betrieb) |  | Kealia HI          | Kealia HI          |
| Dienststation / Betriebs- oder Güterbahnhof (Strecke außer Betrieb) |  | Kapaa HI           | Kapaa HI           |
| Dienststation / Betriebs- oder Güterbahnhof (Strecke außer Betrieb) |  | Hanamaulu HI       | Hanamaulu HI       |
| Verschwenkung von links (Strecke außer Betrieb) · Verschwenkung von rechts (Strecke außer Betrieb) |  |                    |                    |
| Strecke (außer Betrieb) · Betriebs-/Güterbahnhof Streckenende (Strecke außer Betrieb) |  | Ahukini Landing HI | Ahukini Landing HI |
| Strecke (außer Betrieb) · Betriebs-/Güterbahnhof Streckenanfang (Strecke außer Betrieb) |  | Nawiliwili HI      | Nawiliwili HI      |
| Verschwenkung nach links (Strecke außer Betrieb) · Verschwenkung nach rechts (Strecke außer Betrieb) |  |                    |                    |
| Betriebs-/Güterbahnhof Streckenende (Strecke außer Betrieb) |  | Lihue HI           | Lihue HI           |

Die Ahukini Terminal and Railway ist eine ehemalige Eisenbahngesellschaft in Hawaii (Vereinigte Staaten). Sie betrieb eine 19 Kilometer lange Eisenbahnstrecke in der Spurweite von 2½ Fuß (762 mm) vom Hafen in Anahola nach Lihue an der Ostküste der Insel Kauai. Die Bahn diente ausschließlich dem Güterverkehr. Sie hatte keine Verbindung zur anderen in der gleichen Spurweite gebauten Bahn auf der Insel, der Kauai Railway.

## Geschichte
Die Bahngesellschaft wurde 1920 gegründet. Im Mai 1921 ging der Abschnitt von Kealia zum Bahnhof Ahukini Landing an der Hanamaulu Bay in Betrieb. Anahola war Ende des Jahres erreicht. Die Strecke hatte eine Länge von knapp 23 Kilometern. Die Konstruktion war schwierig, da der Hanamaulu River und der Waialua River überquert werden mussten. Weitere tiefe Schluchten wurden mit Dämmen gequert. Am 1. Februar 1922 wurde der Hafen am Bahnhof Ahukini Landing fertiggestellt. 1931 ging eine acht Kilometer lange Verlängerung nach Lihue in Betrieb. 1934 wurde die Bahn durch eine Zuckerplantage in Lihue erworben und war seitdem nicht-öffentlich. Die letzten Züge fuhren 1959.
Der Fuhrpark bestand aus zwei Dampflokomotiven mit der Achsfolge C (Bauart Porter), 20 geschlossenen und zwei flachen Güterwagen. Weitere Flachwagen wurden von anliegenden Plantagen gepachtet.